# Sandra Schauer
Sandra Schauer (* 14. Mai 1997 in Tulln an der Donau) ist eine österreichische Leichtathletin, die im Mittel- und Langstreckenlauf an den Start geht.

## Sportliche Laufbahn
Erste Erfahrungen bei internationalen Meisterschaften sammelte Sandra Schauer im Jahr 2023, als sie bei der 3. Liga der Team-Europameisterschaft im Rahmen der Europaspiele in Chorzów in 4:31,96 min den vierten Platz im 1500-Meter-Lauf belegte und auch über 5000 Meter mit 17:28,65 min auf Rang vier gelangte.
2023 wurde Schauer österreichische Staatsmeisterin im 1500-Meter-Lauf im Freien und auch in der Halle. Zudem wurde sie 2023 und 2024 Hallenmeisterin im 3000-Meter-Lauf.

## Persönliche Bestleistungen
- 1500 Meter: 4:28,38 min, 18. Februar 2024 in Linz
  - 3000 Meter (Halle): 9:32,38 min, 18. Februar 2023 in Linz
- 5000 Meter: 16:53,99 min, 14. Mai 2022 in Wien